# Вено (місто)
Ве́но (англ. Weno) — місто Федеративних Штатів Мікронезії, у штаті Чуук. Найбільше в країні. Місто-острів розташоване в центрі західної частини Тихого океану, на північ від екватора. У місті є аеропорт, готелі, ресторани і підводні печери для дайвінгу. Чисельність населення становить орієнтовно 6-7 тисяч осіб. Вено також іноді називають Моен.

## Клімат
Місто знаходиться у зоні, котра характеризується вологим тропічним кліматом. Найтепліший місяць — листопад із середньою температурою 27.8 °C (82.1 °F). Найхолодніший місяць — серпень, із середньою температурою 27.2 °С (80.9 °F).
| Клімат Вено             | Клімат Вено | Клімат Вено | Клімат Вено | Клімат Вено | Клімат Вено | Клімат Вено | Клімат Вено | Клімат Вено | Клімат Вено | Клімат Вено | Клімат Вено | Клімат Вено | Клімат Вено |
| Показник                | Січ.        | Лют.        | Бер.        | Квіт.       | Трав.       | Черв.       | Лип.        | Серп.       | Вер.        | Жовт.       | Лист.       | Груд.       | Рік         |
| Абсолютний максимум, °C | 34,4        | 35          | 35,6        | 34,4        | 34,4        | 33,9        | 33,3        | 35,6        | 33,9        | 33,3        | 32,8        | 33,9        | 35,6        |
| Середній максимум, °C   | 30,6        | 30,2        | 30,4        | 30,6        | 30,9        | 30,7        | 30,9        | 30,8        | 31          | 31,3        | 31,3        | 30,9        | 30,8        |
| Середня температура, °C | 27,5        | 27,4        | 27,6        | 27,7        | 27,7        | 27,6        | 27,4        | 27,2        | 27,4        | 27,4        | 27,8        | 27,5        | 27,5        |
| Середній мінімум, °C    | 24,4        | 24,6        | 24,7        | 24,7        | 24,5        | 24,4        | 23,9        | 23,5        | 23,7        | 23,6        | 24,3        | 24,1        | 24,2        |
| Абсолютний мінімум, °C  | 20          | 19,4        | 20          | 20          | 19,4        | 20          | 19,4        | 20,6        | 19,4        | 17,8        | 18,9        | 20,6        | 17,8        |
| Норма опадів, мм        | 246         | 204         | 235         | 318         | 313         | 329         | 335         | 358         | 364         | 279         | 289         | 275         | 3546        |
| Днів з опадами          | 20          | 17          | 19          | 21          | 24          | 25          | 25          | 24          | 22          | 23          | 23          | 22          | 265         |
| ----------------------- | ----------- | ----------- | ----------- | ----------- | ----------- | ----------- | ----------- | ----------- | ----------- | ----------- | ----------- | ----------- | ----------- |
| Джерело: Weatherbase    |             |             |             |             |             |             |             |             |             |             |             |             |             |